# Sternoplus schaumi
Sternoplus schaumi är en skalbaggsart som beskrevs av White 1856. Sternoplus schaumi ingår i släktet Sternoplus och familjen Cetoniidae. Inga underarter finns listade i Catalogue of Life.